# Moder Svea (sång av Grymlings)
"Moder Svea" är en sång från 2005 av Mikael Rickfors. Den framförs av det svenska rockbandet Grymlings på bandets tredje album Grymlings III (2005), men utgavs även som singel samma år.
"Moder Svea" låg tre veckor på Svensktoppen 2005 med en sjundeplats som bästa placering. Den har inte spelats in av någon annan artist.
Helsingborgs Dagblad skrev följande om låten: "Moder Svea" framstår som en närmast perfekt parodi på fyra omdömeslösa män som lovsjunger sitt land på en mycket sen efterfest."

## Låtlista
1. "Moder Svea" – 2:37

### Fotnoter
1. ↑  ”Grymlings III”. Allmusic.com. http://www.allmusic.com/album/grymlings-1990-mw0000999685. Läst 22 januari 2013.
2. 1 2  ”"Moder Svea"”. Svensk mediedatabas. http://smdb.kb.se/catalog/search?q=rickfors+Moder+Svea&x=0&y=0. Läst 23 januari 2013.
3. ↑  ”Svensktoppen 2005”. Sveriges Radio. http://sverigesradio.se/sida/topplista.aspx?programid=2023&date=2005-05-01. Läst 23 januari 2013.
4. ↑  Fällmar Andersson, Peter (2 april 2005). ”Grymlings”. Helsingborgs Dagblad. http://hd.se/noje/skivor/2005/04/02/grymlings/. Läst 23 januari 2013.